# Tatort: Schlaflos in Weimar
Schlaflos in Weimar ist ein Fernsehfilm aus der Kriminalreihe Tatort der ARD, des ORF und SRF. Der Film wurde vom MDR unter der Regie von Uwe Janson produziert und am 17. Dezember 2006 erstmals ausgestrahlt. Es handelt sich um die Tatort-Folge 650. Für den Kriminalhauptkommissar Bruno Ehrlicher und seinen Kollegen Kain ist es der einundzwanzigste Fall, in dem sie von Leipzig aus ermitteln.

## Handlung
Im Museum der bildenden Künste in Leipzig kommt es zu einem dramatischen Zwischenfall. Bei einem Freigang von Michael Köster, der seit fünf Jahren eine Gefängnisstrafe verbüßen muss, wird einer der Beamten, die ihn begleiten, getötet, und Köster gelingt die Flucht. Der Tatablauf scheint eindeutig, denn dem Opfer wurde mit einem abgeschlagenen Flaschenhals die Halsschlagader durchtrennt, den Köster nach Aussagen von Zeugen in der Hand hielt und der selber blutverschmiert war. Der überlebende Beamte, Peter Vosskamp, bestätigt Ehrlicher und Kain gegenüber diese Angaben.
Die Kommissare suchen die Justizvollzugsanstalt auf, in der Köster seine Strafe verbüßt. Dort erfahren sie, dass der Flüchtige an einer Therapie für Häftlinge teilnahm, die von dem Weimarer Kunstprofessor und Maler Robert Henze geleitet wird, was Kösters Ziel, ausgerechnet ein Kunst-Museum zu besuchen, erklärt. Nachdem in Kösters Zelle ein Brief seiner Freundin gefunden wird, worin Judith Wagner ihre Trennung von ihm bekundet, halten Ehrlicher und Kain es für sehr wahrscheinlich, dass dies der Grund seiner Flucht war. Umgehend suchen sie Judith Wagner auf, die in Weimar lebt und die sich nicht vorstellen kann, dass Michael zu einem Mord fähig wäre. Trotzdem hat Ehrlicher Bedenken und möchte, dass Kain ständig zu Wagners Schutz in ihrer Nähe bleibt. Diese Maßnahme bringt auch schnell den Verhaftungserfolg, denn Köster kann bei einer Kontaktaufnahme mit Judith Wagner gestellt werden. Köster leugnet allerdings, den Wachmann getötet zu haben. Dessen Kollege Vosskamp hätte die Flasche in der Tasche gehabt und nachdem jener den Fahrstuhl stoppte, hätte Vosskamp den Hals abgeschlagen und Sobeck damit gezielt getötet. Danach hätte er ihn gezwungen, die Flasche anzufassen.
Während Kain Köster allein nach Leipzig zurückbringt, will Ehrlicher noch ein paar Tage in Weimar bleiben, denn er hatte sich bei seinem befreundeten Arzt, Martin Steingart, zu einer Untersuchung angemeldet. Auf dem Weg dorthin gerät er in eine polizeiliche Ermittlung. Die Bewohnerin eines Mietshauses hat sich offensichtlich in selbstmörderischer Absicht aus dem Fenster gestützt. Ehrlicher kennt die Tote, denn er hatte Gabriele Teichert zufällig an der Bar des Hotels kennengelernt, in welchem er sich einquartiert hatte. Auf ihn machte die lebenslustige Frau in keiner Weise den Eindruck, suizidgefährdet zu ein. Berufsbedingt hat er also Zweifel und ermittelt in eigener Regie. Eines ihrer letzten Telefonate hatte sie mit Prof. Robert Henze geführt, der ihm in der JVA begegnet war. Das macht ihn erneut misstrauisch und so begibt er sich zu dem Künstler, der in Weimar wohnt und hier diverse Häuser und eine Galerie besitzt. Dort trifft der Kommissar Henze auch an, der sich verwundert zeigt, Ehrlicher in Weimar zu begegnen, wo Köster doch wieder gefasst und zurück nach Leipzig gebracht wurde. Als er erfährt, dass der Kommissar wegen des Todes von Gabriele Teichert hier sei, zeigt er sich überrascht. Noch überraschter ist Ehrlicher, als er von Henze erfährt, dass sie die Mutter von Judith Wagner war.
Kain bekommt derweil Zweifel an Kösters Schuld. Sobeck war nicht sehr beliebt bei seinen Kollegen und hatte Vosskamp sogar seinen Posten abspenstig gemacht. Von einem Kollegen erfährt Kain von Geschäften, über die sich Vosskamp mit Sobeck arg gestritten hatte. Er ist sich zudem sicher, dass Vosskamp den Brief, den angeblich Judith Wagner geschrieben hatte, in Kösters Zelle deponiert hat, als er ihn dort zum Freigang abholte – alles nur, um seine perfide Tat vorzubereiten, Köster nach Weimar zu locken und ihn als Mörder dastehen zu lassen. Denn dort gibt es mittlerweile Hinweise auf einen fremdverschuldeten Tod von Judiths Mutter und Kösters Fingerabdrücke sind in der Wohnung der Toten zu finden. Ehrlicher ist klar, dass Henze hinter der Intrige steckt und Gabriele Teichert aus dem Weg geräumt hat: zum einen in der Hoffnung, dass Köster für den Mord verantwortlich gemacht werden würde und er ihn damit noch länger in der JVA halten könnte, denn bei den Kursen war Henze Kösters Talent aufgefallen und er hatte dessen Bilder als seine Werke ausgegeben. Zum anderen hatte Teichert herausgefunden, dass Henze sich mit „fremden Federn schmückte“, und wollte diesen Schwindel aufdecken.
Kain kann Vosskamp überlisten. Er entlockt ihm ein unfreiwilliges Geständnis und nimmt ihn fest. Dabei bestätigt Vosskamp auch Ehrlichers Vermutung über Henzes Mitschuld, der daraufhin verhaftet wird.

## Hintergrund
Schlaflos in Weimar wurde von der Saxonia Media Filmproduktion produziert und in Weimar, Leipzig und Erfurt gedreht. Der Titel und die berufsbedingten Schlafstörungen des Kommissars geben einen unfreiwilligen Hinweis auf die Amtsmüdigkeit der Filmfiguren, die nur noch in drei weiteren Fällen zu sehen sind.

## Rezeption

### Einschaltquoten
Bei seiner Erstausstrahlung am 17. Dezember 2006 wurde die Folge Schlaflos in Weimar in Deutschland von 7,52 Millionen Zuschauern gesehen, was einem Marktanteil von 20,7 Prozent entsprach.

### Kritik
Tilmann P. Gangloff von tittelbach.tv meint zu dieser „verzwickten Geschichte“: „Kaum war die Nachricht raus, dass die nächsten ‚Tatort‘-Beiträge aus Leipzig auch die letzten für das Gespann Ehrlicher/Kain sein werden, lief das Duo zu richtig guter Form auf... Die Krimis mit Peter Sodann und Bernd Michael Lade waren ja stets etwas schläfrig, sozusagen die sächsische Antwort auf den schwäbischen Bienzle. Auch in ‚Schlaflos in Weimar‘ bersten die beiden nicht eben vor Tatendrang. Trotzdem ist der Film von Uwe Janson äußerst kurzweilig, […][denn] der von Christoph Waltz in seiner unnachahmlichen Mischung aus Arroganz und Sympathie verkörperte Kunstprofessor [wird] mehr und mehr zur zentralen Figur der Geschichte.“
Die Kritiker der Fernsehzeitschrift TV Spielfilm vergaben für diesen Tatort nur eine mittlere Wertung und meinen: „Gewohnt gemächlich – trotz des Gaststars.“